# 大窪一玄
大窪 一玄（おおくぼ いちげん、1929年（昭和4年）3月15日 - 2015年（平成27年）3月2日）は、日本の囲碁棋士。石川県出身、増淵辰子八段門下、日本棋院所属、九段。王座戦準優勝など。旧名幸雄。1999年現役引退。

## 経歴
石川県小松市に生まれる。1939年（昭和14年）増淵辰子に入門し、翌年院生。1944年初段。1946年に若手棋士の研究会「金曜会」参加。1948年大手合秋期2部優勝、同年藤沢庫之助を中心とした研究会「黎明会」参加。1949年五段。1950年大手合春期2部優勝。1953年青年棋士選手権戦2部優勝。1958年首相杯争奪高段者トーナメント優勝、七段。1963年十段戦敗者組決勝進出。1964年八段。1965年王座戦で決勝進出、半田道玄に0-2で敗れ準優勝。1967年、21勝7敗の成績で、棋道賞勝率第1位（.750）、連勝賞（12連勝）受賞。
1979年に日中囲碁交流の訪中代表団長。2005年大倉喜七郎賞受賞。門下に橋本雄二郎、白江治彦、水間俊文、高林拓二、佐藤文俊がいる。
2015年3月2日、肺炎のため死去。85歳没。

### 主な棋歴
- 青年棋士選手権戦2部 優勝 1953年
- 首相杯争奪高段者トーナメント 優勝 1958年、準優勝 1962年
- 王座戦 準優勝 1965年
- 大手合2部優勝 1948、50年

### 著書
- 『鬼手 : 囲碁上達のコツ』(新囲碁手筋シリーズ ; 第2)文海堂
- 『シマリの定石』（ゴ・スーパーブックス14）日本棋院